# Os Meus Amores
Os Meus Amores é um livro de contos rurais de Trindade Coelho, editado em 1891. É considerado por muitos a principal obra do autor que ainda viu saírem três edições antes de morrer. Apresenta um conjunto de histórias que evocam de forma saudosista a vida do campo e velhas recordações de infância do mundo transmontano onde o o autor cresceu. Está dividido em três partes e uma autobiografia:

## I Amores Velhos
- Idílio Rústico
- Sultão
- Última Dádiva
- Comédia da Província
- I - Prelúdios da Festa
- II - Tipos da Festa
- Vae Victoribus!
- Baladas
- I - Maricos
- II - Para a Escola
- Abyssus Abyssum
- Mãe!

Para a escola

## II Amores Novos
- Terra Mater
- Luzia
- A Choca
- À Lareira
- Vae Victis!
- António Fraldão
- Manhã Bendita
- Mater Dolorosa
- Manuel Maçores
- Os Braçoes dos Caganhoes
- Rabo Grande

## III Amorinhos
- O Conto das Três Maçãzinhas de Ouro
- O Conto da Infeliz Desgraçada
- O Conto das Artes Diabólicas
- Parábola dos Sete Vimes